# یحموره یک
یحموره یک، روستایی از توابع بخش شعیبیه شهرستان شوشتر در استان خوزستان ایران است.

## جمعیت
این روستا در دهستان شعیبیه غربی قرار دارد و براساس سرشماری مرکز آمار ایران در سال ۱۳۸۵، جمعیت آن ۳۶۹ نفر (۶۷خانوار) بوده‌است.